# Самоков (община)
Вижте пояснителната страница за други значения на Самоков.
Община Самоков се намира в Западна България и е една от съставните общини на Софийска област.

## География

### Географско положение, граници, големина
Общината се намира в южната част на Софийска област. С площта си от 1209,859 km2, което съставлява 17,09% от територията на областта, е най-голямата сред 22-те ѝ общини. Община Самоков е 4-та по площ община в България след Община Сливен, Столична община и община Добрич-селска. Границите ѝ са следните:
- на североизток – община Ихтиман;
- на изток – община Костенец и община Долна баня;
- на юг – община Якоруда и община Белица, област Благоевград;
- на югозапад – община Рила, област Кюстендил;
- на запад – община Дупница и община Сапарева баня, област Кюстендил;
- на северозапад – община Радомир и община Перник, област Перник;
- на север – Столична община, област София.

### Геология
Геоложката история на Самоковската котловина преминава през няколко етапа. Вертикалните и хоризонталните движения на земната кора създават тази релефна форма в едно много далечно минало, а впоследствие екзогенните процеси я моделират и дооформят. Котловината представлява периферна наложена депресия с неоген-кватернерска възраст, потънала по система от разседи. Както върху повечето земи с подобна форма, през плиоцена тук се е плискало сладководно езеро. Оттогава и през кватернера от планината започват да се утаяват мощни алувиални и ранно-ледникови наслаги. Котловинното дъно е плоско, запълнено от флувиоглациални наслаги от изток и алувиални на запад, северозапад, където е поречието на река Палакария.
Съществуват и съвременни релефообразуващи процеси. В средата на котловината се издигат възвишения с тектонски произход. Едно от тях – възвишението Ридо, което днешните жители на града са превърнали в крайградски парк, който продължава към връх Дъбова глава (1127,2 m), който въпреки че някои смятат за предпланински склон на Рила, е маст от Шипочански рид (или Шипочан), който на свой ред е планински рид в най-югозападната част на Ихтиманска Средна гора, който осъществява връзката на Средна гора с Рила. Този гол сега връх някога е бил покрит с трудно проходима дъбова гора, откъдето е наследил и името си. Наблизо е връх Борич 1100 m, а от другата страна на града е Продановският рид (1027,6 m). Името му идва от съседното село Продановци.

### Природни ресурси

#### Релеф
Релефът на общината е равнинен, средно и високо планински.
Централната част на община Самоков се заема от Самоковската котловина. Тя е разположена между планините Рила (на юг), Верила (на югозапад), Витоша (на северозапад), Плана (на север) и Шипочански рид, част от Ихтиманска Средна гора (на изток). На север чрез Панчаревският пролом на река Искър се свързва със Софийската котловина. На запад чрез Букапреслапската седловина (1109 m) се свързва с Радомирската, на югозапад чрез Клисурската седловина (1025 m) – с Дупнишката котловина, а на югоизток чрез Боровецката седловина се свързва с Костенецко-Долнобанската котловина. Котловината има неправилна форма, наподобяваща изпъкнала на югоизток дъга с дължина от 55 km и максимална ширина 10 km. Площта ѝ е около 185 km2, а средната ѝ надморска височина – 950 m, което я прави една от най-високите котловини в България. Състои се от западна – Палакарийска (Палакарска), и източна – Искърска част. Западната част има посока изток-запад, а източната – север-юг. Искърската (Източна) част се състои от Горно и Долно Самоковско поле, свързани помежду си чрез късия Калковски пролом. Долното Самоковско поле е залято от водите на язовир „Искър“.
Южно от котловината се извисяват най-високите части на Рила планина, като в пределите на община Самоков попадат участъци от четири от петте ѝ дяла. Източно от дълбоката долина на река Бели Искър се простира Източния дял. Тук се извисява най-високата точка на България и Балканския полуостров – връх Мусала 2925,4 m. Районът между долините на реките Бели Искър на изток и Леви Искър на запад се заема от северните части на Централна Рила – връх Голям Скакавец 2711 m, а между Леви Искър на изток и Черни Искър на запад и север се простират северните склонове на Северозападна Рила със своя първенец връх Мальовица 2729,3 m, разположен на границата с община Рила. Между долината на Черни Искър на юг, Самоковската котловина и Клисурската седловина на север е разположен най-ниският дял на Рила – Лакатишка Рила (Доспей планина) с връх Зекирица 1733,8 m, издигащ се на около 1 km северно от хижа „Вада“.
Между Клисурската седловина на юг, Букапреслапската седловина на север и Самоковската котловина на североизток се простира планината Верила – връх Голям Дебелец 1414,5 m, разположен на около 1 km източно от село Яребковица.
Крайният северозапад на община Самоков между Букапреслапската седловина на юг и седловината Ярема (1295 m) се заема от южните склонове на планината Витоша. Максималната ѝ височина в пределите на общината е 2195 m, намираща се на границата със Столична община и община Перник.
В северната част на община Самоков попада около 2/3 от територията на Плана планина. На запад чрез седловината Ярема тя се свързва с Витоша, на изток със стръмни склонове се спуска към дълбоката долина на река Искър и язовир „Искър“, а на юг склоновете ѝ са полегати и постепенно потъват в Самоковската котловина. Най-високата ѝ точка на територията на община Самоков е 1315,3 m, разположена на около 6 km източно от село Ковачевци.
Източният район на община Самоков, между Самоковската котловина на запад и Боровецката седловина на юг се заема от крайните югозападни, най-високи части на Ихтиманска Средна гора. Между долините на реките Искър на запад и десния му приток Шипочаница на изток, язовир „Искър“ на север и Боровецката седловина на юг, в посока север-юг е разположен Шипочанският рид с максимална височина от 1312 m, намиращ се на 500 m северно от Боровецката седловина. Източно от него се простират западните и югозападните части на рида Шумнатица. Неговата най-висока точка от 1392,6 m се намира само на 1,5 km източно от най-високата точка (1312 m) на Шипочански рид|Шипочанския рид. Двата рида са най-високите в Ихтиманска Средна гора и я свързват с Рила.
Южно от рида Шумнатица и източно от село Марица, в коритото на река Марица, се намира най-ниската точка на община Самоков – 674 m н.в.

#### Води
Територията на община Самоков принадлежи към двата основни водосборни басейна на България – Черноморския и Беломорския. Главният вододел на България в нейните предели следи билото на Витоша в югозападна посока, слиза до Букапреслапската седловина, преминава по цялото било на планината Верила, пресича Клисурската седловина и по билото на Лакатишка Рила (Доспей планина) достига до най-високите части на Рила. Тук следи границата на общината с общините Сапарева баня, Дупница, Рила, Белица и Якоруда и при Маришки чал отново навлиза в пределите на община Самоков. Тук посоката му е северна, като преминава през връх Мусала, слиза до Боровецката седловина, следи западното било на рида Шумнатица и североизточно от село Ново село напуска територията на община Самоков. По този начин около 80% от площта на общината принадлежи към Черноморски водосборен басейн, а останалите около 20% – към Беломорския водосборен басейн.
Основна водна артерия на община Самоков е река Искър (десен приток на Дунав), принадлежаща към Черноморския водосборен басейн и протичаща през нея с част от горното си течение. Река Искър се образува от сливането на реките Черни Искър (лява съставяща) и Бели Искър (дясна съставяща), на 500 m северно от село Бели Искър, на 1047 m н.в. Веднага след това навлиза в източната част на Самоковската котловина, пресича я от юг на север и преди да се влее в Искър и язовир „Искър“ напуска нейните предели. Основните ѝ притоци на територията на общината са реките: Черни Искър, Бели Искър, Мусаленска Бистрица, Палакария и Шипочаница, които, с изключение на последната, изцяло протичат през територията на общината.
Река Черни Искър (23 km) води началото си от Езерото на чистотата в Рила, като събира водите си от обширния циркус между Зелени връх и връх Харамията, североизточно от връх Дамга, на около 2510 m н.в. под името Прави Искър. Тече в североизточна посока в дълбока залесена долина, преминава през малката Говедарска котловина и на 500 m северно от село Бели Искър, на 1047 m н.в., се съединява с идващата отдясно река Бели Искър и двете реки дават началото на река Искър. Площта на водосборния ѝ басейн е 237 km2, което представлява 2,7% от водосборния басейн на река Искър.
Река Бели Искър (28 km) изтича от Канарско езеро (на 2270 m н.в.), северно от връх Реджепица в Централна Рила. Тече в северна посока в дълбока долина със стръмни склонове и голям наклон. На 500 m северно от село Бели Искър, на 1047 m н.в., се съединява с идващата отляво река Черни Искър и двете реки образуват река Искър. Площта на водосборния ѝ басейн е 91 km2, което представлява 1% от водосборния басейн на река Искър. Водите ѝ се използват за производство на електроенергия – язовир „Бели Искър“ (ВЕЦ „Бели Искър“) и водоснабдяване.
Река Мусаленска Бистрица (19 km) изтича от най-високото (Ледено езеро) от Мусаленските езера, на 2709 m н.в., северно от връх Мусала. До курорта „Боровец“ протича в дълбока залесена долина с много голям наклон. Влива се отдясно в река Искър, на 964 m н.в., в югозападната част на град Самоков. Площта на водосборния ѝ басейн е 57 km2, което представлява 0,6% от общия водосборен басейн на река Искър.
Река Палакария (39 km) извира от южното подножие на връх Купена във Витоша, на 2015 m н.в. Тече в южна посока, а след село Ярлово – на югоизток и протича в широка долина (Палакарията) между планините Плана на североизток и Верила на югозапад. При село Белчин завива на изток, преминава през Самоковската котловина, при село Райово се насочва на североизток, а след село Широки дол на север и се влива отляво в река Искър на 827 m н.в. в близост до вилната зона „Мечката“. Площта на водосборния ѝ басейн е 402 km2, което представлява 4,7% от водосборния басейн на река Искър.
Река Шипочаница (28 km) извира от местността „Църковното“ на около 2 km северно от курорта „Боровец“. Тече на север в тясна, дълбока и залесена долина между планинските ридове Шипочан на запад и Шумнатица на изток. Влива се в най-южната част на язовир "Искър“ на 810 m н.в. на 2 km северно от село Ново село. Площта на водосборния ѝ басейн е 120 km2, което представлява 1,5% от водосборния басейн на река Искър.
Останалите 20% от територията на община Самоков принадлежат към Беломорски водосборен басейн и се отводняват от най-горното течение на река Марица. Тя води началото си от двете Маричини езера, разположени в дълбок циркус на 2378 m н.в. между върховете Манчо на югоизток, Маришки чал на юг и Близнаците на запад в Източна Рила. Надолу от езерата Марица протича с много голям наклон – над 300‰, в ледникова долина с широко дъно, като преодолява неравностите на терена с редица бързеи и водопади. След вливането в нея на река Права Марица реката тече в почти права, северна посока до навлизането ѝ в теснината между върховете Червената скала на изток и Черната скала на запад. В този участък надлъжният ѝ наклон е вече около 100‰. От кота 1400 m н.в. долината ѝ приема съвършено друга форма. Същата на места се стеснява значително, като от склоновете ѝ са надвиснали скални откоси, които ѝ придават характер на пролом. От кота 1000 m н.в. реката навлиза в местността Маришко присое, което представлява едно късо долинно уширение. Над село Радуил долината има пак характер на пролом, но участъкът е къс (между 900 и 800 m н.в.). Дотук склоновете на долината са стръмни, като наклонът им надминава 70‰. Същите са изцяло залесени със смърчови и елхови гори. Надлъжният наклон на коритото е 67,5‰. На 1,5 km източно от село Марица река Марица навлиза в Костенецко-Долнобанската котловина и напуска пределите на община Самоков.
Основен приток на река Марица на територията на община Самоков е река Ибър (19 km). Тя се образува от сливането на реките Малък Ибър (лява съставяща) и Голям Ибър (дясна съставяща) на 42°13′05″ с. ш. 23°41′40″ и. д. / 42.218056° с. ш. 23.694444° и. д., на 1678 m н.в. За начало се приема дясната съставяща Голям Ибър, която води началото си от 2180 m н.в., северозападно от връх Ортачал (2434 m). По цялото си протежение (с изключение на най-горното течение), протича на север в дълбока и гориста долина. Влива се отдясно в река Марица, на 867 m н.в., в югозападната част на село Радуил.

#### Климат
Климатът на Самоковската котловина е типично умереноконтинентален с планинско влияние. Средна годишна температура 7,3 °C, средна януарска -3,4 °C, средна юлска 17,3 °C. Средна годишна валежна сума 653 мм.

## Население

### Движение на населението (1934 – 2021)
| Община Самоков                                | Община Самоков | Община Самоков | Община Самоков | Община Самоков | Община Самоков | Община Самоков | Община Самоков | Община Самоков | Община Самоков | Община Самоков | Община Самоков |
| --------------------------------------------- | -------------- | -------------- | -------------- | -------------- | -------------- | -------------- | -------------- | -------------- | -------------- | -------------- | -------------- |
| Година                                        | 1934           | 1946           | 1956           | 1965           | 1975           | 1985           | 1992           | 2001           | 2011           | 2021           |                |
| Население                                     | 43146          | 48344          | 49869          | 47805          | 49405          | 47753          | 45951          | 42313          | 38089          | 34864          |                |
| Източници: Национален Статистически Институт, |                |                |                |                |                |                |                |                |                |                |                |

### Урбанизация
- Градско население
- 1934 г. – 11035 жители 25,5%
- 1946 г. – 13218 жители 27,3%
- 1956 г. – 16748 жители 33,6%
- 1975 г. – 25756 жители 52,1%
- 1987 г. – 27678 жители
- 1988 г. – 28217 жители
- 1992 г. – 28608 жители 62,2%
- 2008 г. – 28069 жители
- 2009 г. – 28040 жители 70,6%
- 2011 г. – 26589 жители 69,8%
- 2021 г. – 24516 жители 70,3%

- Селско население
- 1934 г. – 32111 жители
- 1946 г. – 35126 жители
- 1956 г. – 33121 жители
- 1975 г. – 23649 жители
- 1992 г. – 17343 жители
- 2001 г. – 14767 жители
- 2009 г. – 11981 жители
- 2011 г. – 11500 жители
- 2021 г. – 10348 жители

### Демографски процеси
До средата на 20 век населението непрекъснато расте. В периода 1957 – 1975 то се колебае, а след това намалява. От своя пик селското население е намаляло близо 3 пъти, а градското е относително стабилно. Характерно е застаряване на населението, особено е селата. Град Самоков има голям трудов потенциал – 61% или около 17 000 души. Броят на пенсионерите и на хората в под-трудоспособната възраст е съизмерим. В общината пенсионерите са по-малко, докато в селата надхвърлят населението в трудоспособната възраст. Най-неблагоприятно е съотношението в Шипочане, Рельово, Поповяне, Горни Окол и Долни Окол.

### Естествен прираст
През 2003 г. са се родили 345 и са умрели 720 души. Най-висока е смъртността при селското население. Детската смъртност е 14,5% при 13,5% за областта и 12,3% за страната. През 2009 г. са се родили 399, а умрели 622 души.
| Демография на населението | Демография на населението | Демография на населението | Демография на населението |
| Година                    | Раждаемост                | Смъртност                 | Естествен прираст         |
| ------------------------- | ------------------------- | ------------------------- | ------------------------- |
| 2020                      | 10.4‰                     | 20.7‰                     | -10.3‰                    |
| 2019                      | 9.6‰                      | 17.4‰                     | -7.9‰                     |
| 2015                      | 9.2‰                      | 18.7‰                     | -9.6‰                     |
| 2010                      | 9.9‰                      | 17.4‰                     | -7.5‰                     |
| 2009                      | 10.0‰                     | 15.5‰                     | -5.5‰                     |
| 2003                      | 8.5‰                      | 17.6‰                     | -9.1‰                     |

### Етнически състав (2011)
Численост и дял на етническите групи според преброяването на населението през 2011 г.:
|                     | Численост | Дял (в %) |
| Общо                | 38 089    | 100,00    |
| Българи             | 29 835    | 78,33     |
| Турци               | 70        | 0,18      |
| Цигани              | 5153      | 13,53     |
| Други               | 243       | 0,64      |
| Не се самоопределят | 965       | 2,53      |
| Неотговорили        | 1823      | 4,79      |

### Населени места
Общината има 28 населени места с общо население от 34 864 жители към 7 септември 2021 г.
| Населено място | Население (2021 г.) | Площ на землището km2 | Забележка (старо име) | Населено място | Население (2021 г.) | Площ на землището km2 | Забележка (старо име)           |
| -------------- | ------------------- | --------------------- | --------------------- | -------------- | ------------------- | --------------------- | ------------------------------- |
| Алино          | 217                 | 48,571                |                       | Маджаре        | 265                 | 6,309                 |                                 |
| Бели Искър     | 528                 | 89,382                | Бел Искър             | Мала църква    | 379                 | 51,413                | Сръбско село                    |
| Белчин         | 257                 | 35,147                |                       | Марица         | 609                 | 18,657                | Махала                          |
| Белчински бани | 20                  | -                     | в з-щето на с. Белчин | Ново село      | 72                  | 18,170                |                                 |
| Говедарци      | 1278                | 124,474               |                       | Поповяне       | 306                 | 45,623                |                                 |
| Горни Окол     | 239                 | 125,672               |                       | Продановци     | 502                 | 20,666                |                                 |
| Гуцал          | 97                  | 31,930                |                       | Радуил         | 968                 | 76,743                |                                 |
| Долни Окол     | 120                 | 23,111                |                       | Райово         | 632                 | 38,901                |                                 |
| Доспей         | 591                 | 31,896                |                       | Рельово        | 251                 | 40,566                |                                 |
| Драгушиново    | 627                 | 15,333                |                       | Самоков        | 24516               | 128,982               |                                 |
| Злокучене      | 226                 | 16,226                | Злокучане             | Шипочане       | 108                 | 29,096                |                                 |
| Клисура        | 177                 | 30,192                |                       | Широки дол     | 890                 | 27,623                |                                 |
| Ковачевци      | 606                 | 63,900                |                       | Яребковица     | -                   | -                     | в з-щето на с. Ковачевци        |
| Лисец          | -                   | -                     | в з-щето на с. Ярлово | Ярлово         | 383                 | 71,276                |                                 |
|                |                     |                       |                       | ОБЩО           | 34864               | 1209,859              | 3 населени места са без землища |

## Административно-териториални промени
- Указ № 44/обн. 11.02.1887 г. – преименува с. Сръбско село на с. Мала църква;
- МЗ № 2820/обн. 14.08.1934 г. – преименува с. Махала на с. Марица;

– преименува с. Чамурлии на с. Шишманово;
- през 1965 г. – уточнено е името на с. Бел Искър на с. Бели Искър без административен акт;
- Указ № 881/обн. 30.11.1965 г. – заличава с. Доспей махала (Доспей махла) и го присъединява като квартал на с. Говедарци;
- Указ № 960/обн. 4 януари 1966 г. – уточнява името на с. Злокучане на с. Злокучене;
- Указ № 11/обн. 13 януари 1967 г. – признава н.м. Белчински бани за отделно населено място – с. Белчински бани;
- На основание §7 (т.3) от Закона за административно-териториалното устройство на Република България (ДВ, бр. 63/1995 г.) всички махали, колиби, гари, минни и промишлени селища придобиват статут на села;
- Указ № 245/обн. 26.06.1997 г. – отделя гр. Долна баня и неговото землище от община Самоков и създава община Долна баня с административен център гр. Долна Баня.

## Политика

### Награди за Община Самоков
- Победител в категория „Туризъм, култура, фестивали и традиции“, раздел „средни общини“, в онлайн конкурса „Кмет на годината, 2017“. Приз за кмета д-р Владимир Георгиев за развитието на общината като атрактивна туристическа дестинация с множество инициативи в различни посоки.

## Инфраструктура
Община Самоков има благоприятно разположение спрямо два от Общоевропейските транспортни коридори, минаващи през страната. Това в известна степен компенсира липсата на пряко обслужване на път от висок клас Територията на общината се обслужва единствено от автомобилен транспорт. Дължината на пътната мрежа е 236,6 km, като малко повече от половината пътища са от II и III клас (156,1 km).
През общината преминават изцяло или частично 8 пътя от Републиканската пътна мрежа на България с обща дължина 156.1 km:
- последният участък от 21,1 km от Републикански път II-62 (от km 58,9 до km 80,0);
- участък от 38,1 km от Републикански път II-82 (от km 11,5 до km 49,6);
- последният участък от 14 km от Републикански път III-181 (от km 19,4 до km 33,4);
- началният участък от 30 km от Републикански път III-627 (от km 0 до km 30,0);
- началният участък от 17,7 km от Републикански път III-822 (от km 0 до km 17,7);
- целият участък от 5,2 km от Републикански път III-6205;
- целият участък от 25,6 km от Републикански път III-6206;
- началният участък от 4,4 km от Републикански път III-8222 (от km 0 до km 4,4).

Подобряването на техническите параметри и поддържането в добро експлоатационно състояние на основните „довеждащи“ пътища от София и от Дупница е задължително условие за бъдещото развитие на общината и курортно туристическите локализации. Изграденият обходен път на Самоков допринася за изнасянето на транзитното движение. Необходим е също ремонт и реконструкция на съществуващите местни пътища, както и изграждане на нови обслужващи пътни отсечки, свързани с конкретното развитие на курортно туристическите локализации. Целта на общинското ръководство е реализиране изграждането на магистрала южен обход на град София, с който ще се осъществи връзката между магистрали „Тракия“, „Хемус“ и „Струма“.
В строителната програма на общината за 2006 г. са заделени значителни средства за ремонт на общинската пътна мрежа, включително и за ремонт на улици, обществени и училищни сгради.
Всички населени места в общината, с изключение на Яребковица и Лисец, са сравнително добре водоснабдени, като само около 10% от населението е с режим на водоподаване. Водоснабдяването на град Самоков е осигурено от надеждни водоизточници с достатъчен капацитет за задоволяване на водопотреблението. Необходимо е доизграждане на резервоари за питейна вода. Около 50% от вътрешните водопроводни мрежи в населените места са амортизирани и е необходима тяхната подмяна, както и доразвитие на мрежите с оглед изграждане на новите туристически ядра.
В град Самоков, както и в курорта Боровец, има изградена канализационна система с довеждащи колектори до пречиствателна станция за отпадни води. Селата Говедарци и Радуил са канализирани около 90%. В останалите населени места има частична канализация. Пречиствателната станция за отпадни води на Самоков работи като двустъпална. Проектирано е стъпало за допречистване, но строителството още не е завършено. Канализацията в Боровец е силно амортизирана, изградените канализационни колектори към пречиствателната станция за отпадни води в местността „Яйцето“ са компрометирани. Тече процедура за канализационна система „Битови, повърхностни и отпадни води-курорт Боровец“, за което има строително разрешение.
Електропреносната и разпределителната мрежа е добре развита и е в добро състояние. Одобрен е за изграждане алтернативен провод високо напрежение „Марек“ – 110 kV, който ще реши всички възникващи допълнителни нужди, породени от изграждането и реализацията на курортно-туристически локализации – Самоков-Боровец-Бели Искър, „Искровете“ и „Радуил“.
Бъдещото развитие на общината и на курортно-туристическите локализации може напълно да разчита на газоснабдяване на новите обекти. Капацитетът на изградената газопроводна система дава възможност за подаване до 10 m3/h, при положение че налягането се увеличи на 12 bar. Предимствата на природния газ като екологично чист и икономичен енергоносител са безспорни и наличието на вече изградена газоснабдителна система в град Самоков и курорта Боровец са изключително добра възможност за бъдещото енергозахранване.
Селищната телефонна мрежа в община Самоков е добре изградена. Достигнатата телефонна плътност 34,7 телефонни поста на 100 души е малко по-ниска от средната за страната /37,2/, но е осигурено добро задоволяване на потребностите от телефонни услуги на населението и бизнеса в град Самоков и в курорта Боровец. Предстои модернизация на телефонните съобщения в общината чрез разширяване на автоматичните централи и на селищните телефонни мрежи.

## Икономика
Близостта на община Самоков до столицата, традициите в търговско-занаятчийските услуги и индустриалното производство, международният курортно-туристически комплекс Боровец, туристическият комплекс „Мальовица“ и балнеолечебният център „Белчин бани“ са отличен потенциал за устойчиво икономическо развитие на региона.
Към януари 2001 г. в община Самоков са регистрирани 3136 фирми, като 99,75% от тях са малки и средни. Броят на големите фирми с над 100 заети лица намалява от 19 през 1997 г. до 7 през 2004 г. Средните фирми с персонал от 50 до 100 души са 13 на брой и са резултат от свиване на дейността на големи фирми. Въпреки малкия им брой, големите и средни фирми имат значителен дял в заетостта и създавания брутен вътрешен продукт в общината.
Двата основни сектора на местната икономика са промишленост и хотелиерство (включително обществено хранене). Преработващата промишленост създава основния дял от брутния вътрешен продукт на общината, като водещите сектори са текстил, металообработване, дървообработване, производство на оборудване.
На второ място е туристическият сектор – хотелиерство и обществено хранене. В този сектор функционират 11,9% от всички фирми в общината, като този дял е по-висок в сравнение с повечето общини в страната. Туризмът е на второ място по брой на активните фирми след търговията. В резултат на това се наблюдава растеж в дела на услугите (до 44,4%) в икономиката на общината.

## Селско и горско стопанство

### Селско стопанство
В Община Самоков земеделската земя е 512.7 km2, а обработваема е около 40% от нея.
През последното десетилетие настъпи значителна промяна в структурата на земеделието. Значително се намалиха добивите и обхватът на обработваемата земя. Картофите и пшеницата са основните култури, отглеждани в общината.
Производството на картофи формира около 50% от общата продукция, като засятите площи през 2000 г. са били 1300 ha. В сравнение с 1990 г., размерът на засетите площи с картофи е намалял с около 40%, но средните добиви са се увеличили с 20%.
В животновъдството също се наблюдава значителен спад през последните години. Броят на едрия рогат добитък намалява повече от 2.5 пъти. Спадът в овцевъдството е още по-голям – от 55000 броя през 1990 г. на 14000 през 2000 година.
В общината има 202 регистрирани земеделски производители и 80 фирми със селскостопанска дейност. Броят на земеделските производители реално е по-голям, тъй като значителна част от тях не са регистрирани (около 60%). Около 25% от тях обработват по-малко от 1 ha земя, 58% – от 1 до 10 ha, а останалите са по-големи и едри селскостопански производители.
Във всички дребни и в 90% от малките и средни земеделски стопанства работят само членовете на семействата (2 – 3 души). В стопанствата, обработващи до 10 ha, са заети средно по 4 души, а в големите, обработващи от 10 до 100 ha, по 7 – 8 души.
Около 70% от земеделските производители разполагат със земеделска техника, но близо половината от нея е остаряла и неефективна. Една трета използват животинска сила в селското стопанство.
Близо половината от земеделските производители продават своята продукция на случайни прекупвачи, а останалите – на пазарите на едро, дребно и на преработватели.

### Горско стопанство
Горският фонд в община Самоков е на площ от 53 323 ha, върху територията на две държавни лесничейства – ДЛ – Самоков, с площ 34 631 ha и ДЛ – Боровец, с площ 18 692 ha.
Залесената площ е 94% от общия горски фонд, 3,2% е незалесена дървопроизводителна и 2,8% нелесопригодна площ. Средно годишно се залесяват около 400 дка. Дървесният ресурс, изразен като запас на горите, възлиза на над 11 000 000 m3., а средно годишното ползване – 112 815 m3, от което 78% строителна дървесина, предимно иглолистна, и 22% дърва за огрев. От 2003 г. функционира и Общинско лесничейство, което стопанисва 18 000 ha на територията на двете лесничейства. В общинската гора „Чамкория“, сега Боровец, още от 1924 г. е обособено първото в страната изборно стопанство. В резултат на изборното стопанисване, сега Общинско лесничейство – Самоков разполага с уникални разновъзрастни иглолистни гори в курорта Боровец.
В региона на общината има създадени три горски разсадника за производство на фиданки от горско дървесни и храстови видове. В разсадника на Общинско лесничейство се произвеждат фиданки, освен от основните дървесни видове, така също и декоративни и горско плодни видове. Върху площ от 22 дка е създадена плантация от висока американска боровинка и арония.
Около 25 000 ha горски фонд в региона на общината е предоставен на Национален парк „Рила“, който се стопанисва при специален статут.

## Туризъм
Благоприятното географско положение, разнообразният планински релеф, специфичните биоклиматични условия, наличието на изобилие от водни ресурси са само част от условията, определящи туризма и горското стопанство като основни приоритети за развитието на община Самоков. Богатото културно и историческо наследство, паметниците на културата, Националният парк „Рила“, най-големият природен резерват в България – Централният Рилски резерват, допълват многообразието от предпоставки за развитие на туристическия сектор.
Боровец е основният туристически център в община Самоков с международно значение, който предлага възможности за практикуване на всички видове зимни спортове, съчетани с високо качество на обслужване, модерни съоръжения и оборудване. В курорта има 26 хотела, вилни селища и вили с категория от 2 до 5 звезди, които разполагат с 4200 легла. Активната заетост за курорта е сезонна, средно 5 месеца, като зимният сезон има водещо значение поради специализацията на туристическия продукт.
Голям потенциал за развитие крият и другите курортни зони в община Самоков – комплекс Мальовица, районът на с. Говедарци, с. Мала Църква, с. Бели Искър, които в плановете и програмата за развитие на общината се предвижда да прераснат в курортно-туристическа локализация с международно значение „Самоков-Боровец-Бели Искър“. Предлагането на туристически услуги се засилва и в общинския център – гр. Самоков, където има 6 частни хотела (две и три звезди) с капацитет от 120 легла и един мотел-ресторант. Целта е разнообразяване и разширяване на туристическия продукт за постигане на целогодишна активност и заетост и оползотворяване на неповторимите възможности за развитие на широк спектър от спортни дейности, природолечебна и биопрофилактика.

## Топографска карта
- Лист от карта K-34-59. Мащаб: 1 : 100 000.
- Лист от карта K-34-60. Мащаб: 1 : 100 000.
- Лист от карта K-34-71. Мащаб: 1 : 100 000.
- Лист от карта K-34-72. Мащаб: 1 : 100 000.